# Черен ревач
Черният ревач (Alouatta caraya) е вид бозайник от семейство Паякообразни маймуни (Atelidae).

## Разпространение и местообитание
Разпространен е в Аржентина, Боливия, Бразилия и Парагвай.